# Макс Паулі
Макс Йоганн Фрідріх Паулі (нім. Max Johann Friedrich Pauly; 1 червня 1907, Вессельбурен — 8 жовтня 1946, Гамельн) — німецький офіцер, штандартенфюрер СС, воєнний злочинець, комендант концтаборів Штуттгоф і Ноєнгамме.

## біографія
Макс Паулі народився 1 червня 1907 року в родині власника магазину господарчих товарів. Після закінчення школи в Вессельбурені вивчився на продавця. Після смерті батька в 1928 році він взяв на себе управління магазином. У 1930 році одружився з дочкою скотопромисловця, у подружжя в шлюбі народилося п'ятеро дітей. Його дружина померла в серпні 1944 року.
У 1928 році вступив в НСДАП (квиток № 106 204) і СА. На початку травня 1930 року перейшов з СА в СС (посвідчення № 5 448). Серед націонал-соціалістів його вважали «старим бійцем». У наступні роки в результаті численних нападів був кілька разів арештований і на підставі порушення громадського порядку був засуджений в 1932 році до семимісячного тюремного ув'язнення. Навесні 1936 року закінчив поліцейський навчальний курс в школі для унтер-офіцерів в Дахау. Потім очолив 2-й штурмбанн 53-ї штандарта СС в Рендсбурзі. 1 лютого 1937 рок очолив 71-й штандарт СС в Данцигу.
Після закінчення 14-го навчального курсу для офіцерів СС в Дахау був призначений начальником штабу в недавно створеному охоронному штурмбанні СС Аймана. На цій посаді був відповідальним за знищення 1400 психічно хворих людей. Трохи пізніше отримав контроль за всіма таборами для інтернованих, розташованими в Польському коридорі. З жовтня 1939 року очолював спеціальний табір СС Штуттгоф неподалік від Данцига.
20 лютого 1942 офіційно був призначений комендантом концтабору Штуттгоф і приєднався до підрозділів «Мертва голова». Крім того, він також був прийнятий 30 січня 1942 року у війська СС. На початку вересня 1942 року став комендантом концтабору Ноєнгамме і займав цей пост до травня 1945 року. За час його керівництва в таборі були здійснені численні злочини, такі як вбивство дітей з Буленгузер Дамм і страта 58 чоловіків і 13 жінок з концтабору Фульсбюттель.
30 квітня 1945 року втік у Фленсбург, а восени того ж року був заарештований в Вессельбурені, де жив разом з невісткою та дітьми. Разом з іншими співробітниками табору був обвинуваченим на процесі у справі про злочини в концтаборі Ноєнгамме, проведеному британським військовим трибуналом в Гамбурзі. Паулі звинувачували в поганому харчуванні, неправильному розміщенні в'язнів у таборі і окремих актах вбивства. 3 травня 1946 був засуджений до смертної кари через повішення. 8 жовтня 1946 року вирок виконаний у в'язниці Гамельна.

## Звання
- Унтерштурмфюрер СС (27 січня 1932)
- Оберштурмфюрер СС
- Гауптштурмфюрер СС (12 червня 1933)
- Штурмбаннфюрер СС (20 червня 1934)
- Оберштурмбаннфюрер СС (9 листопада 1937)
- Штурмбаннфюрер резерву військ СС (30 січня 1942)
- Оберштурмбаннфюрер резерву військ СС (9 листопада 1944)
- Штандартенфюрер СС (1 березня 1945)

## Нагороди
- Почесний кут старих бійців
- Німецька імперська відзнака за фізичну підготовку в бронзі
- Спортивний знак СА
- Німецький кінний знак в бронзі
- Почесний партійний знак «Нюрнберг 1929»
- Кільце «Мертва голова»
- Почесна шпага рейхсфюрера СС
- Почесний кинджал СС для старого бійця з написом «За вірне виконання обов'язків у 1937 році Паулі Оберштурмбаннфюрер СС» (нім. Für treue Pflichterfüllung im Jahre 1937 Pauly SS-Obersturmbannführer)
- Почесний знак самооборони СС Данцига
- Данцизький хрест 1-го класу
- Золотий партійний знак НСДАП